# Кайл, Питер
Питер Кайл (англ. Peter Kyle; род. 9 сентября 1970, Западный Суссекс) — британский политик, член Лейбористской партии, министр науки, инноваций и технологий (с 2024).

## Биография
Получил в университете Сассекса степень доктора философии по экономическому развитию местных сообществ. Занимался оказанием гуманитарной помощи детям и молодёжи Восточной Европы и Балкан, пострадавшим от военных действий. Стал соучредителем видеокомпании Fat Sand в Брайтоне, работал управляющим в двух школах. По итогам парламентских выборов 2015 года был избран в Палату общин.
В 2019 году оказался в центре общественного внимания, когда опубликовал в Твиттере пост с осуждением грубых замечаний по поводу допускаемых им грамматических ошибок (Кайл страдает дислексией).
29 ноября 2021 года вошёл в теневое правительство Кира Стармера, получив должность теневого министра по делам Северной Ирландии.
4 сентября 2023 года в ходе серии кадровых перестановок в теневом кабинете назначен теневым министром науки, инноваций и технологий.
5 июля 2024 года получил портфель министра науки, инноваций и технологий в лейбористском правительстве Стармера, сформированном после поражения консерваторов на парламентских выборах.